# North West 200

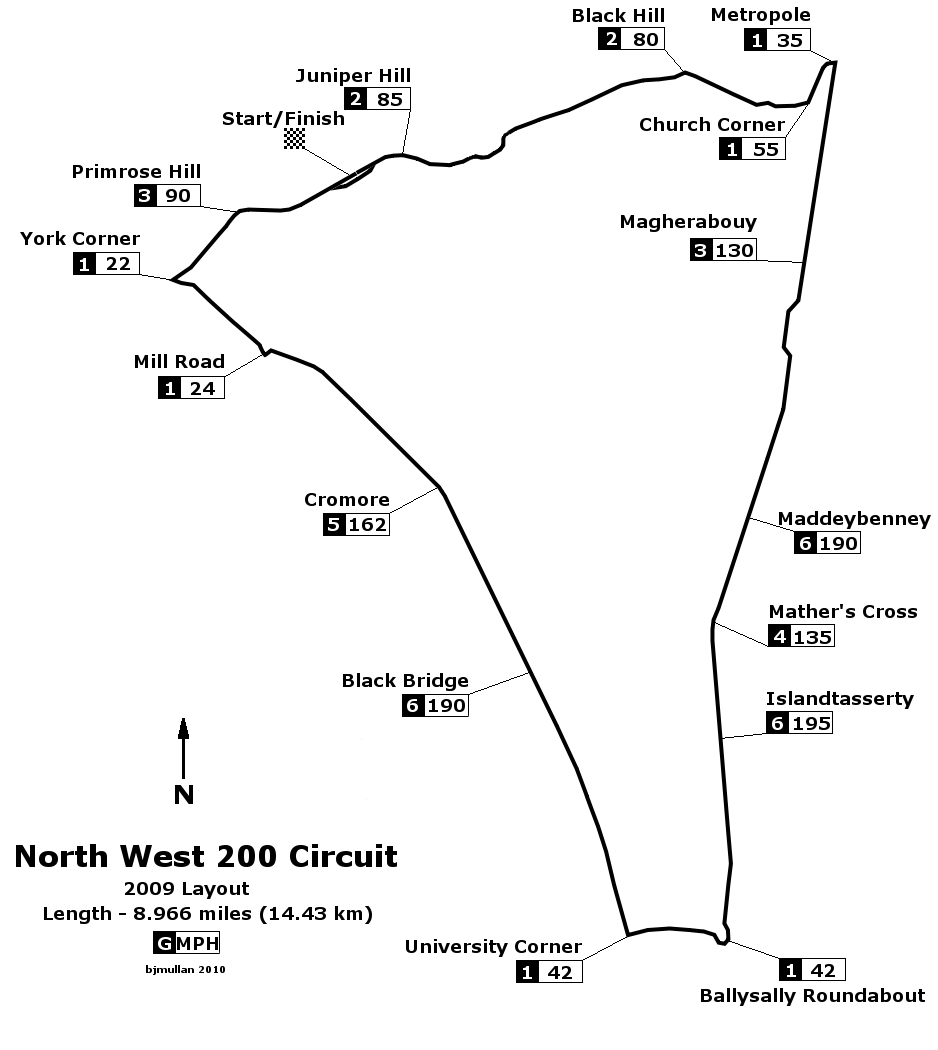
Circuito della North West 200

La North West 200 è una competizione motociclistica che si tiene ogni anno a maggio nell'Irlanda del Nord. Insieme al Tourist Trophy, che si svolge sull'Isola di Man, è una delle gare su strada più famose al mondo.

## Il circuito
Il circuito è costituito da strade normalmente aperte al traffico e tocca le cittadine di Portrush, Portstewart e Coleraine. La lunghezza totale è di 8,9 miglia (14,3 km). Il tracciato per la sua forma è detto anche "The Triangle" (il triangolo) ed è considerato uno dei più veloci al mondo con tratti nei quali si raggiungono velocità massime superiori ai 300 km\h (Martin Jessopp, nel 2012 ha fatto segnare il record di velocità facendo registrare 335 km/h su una Ducati 1098R). Per renderlo più sicuro in caso di incidente vengono rimossi, o protetti con balle di paglia, tutti i segnali stradali e i lampioni delle strade interessate.

## La gara

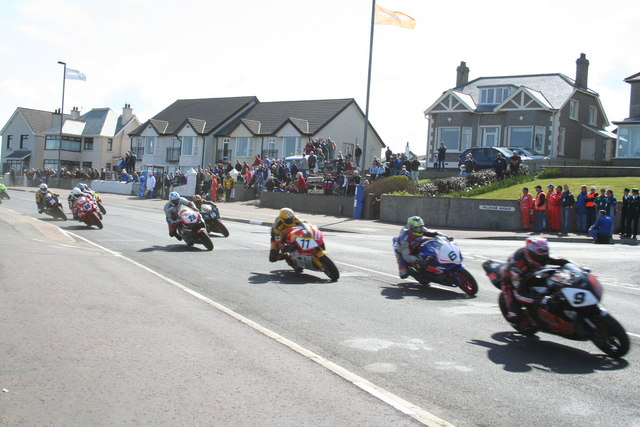
fase di una gara nel 2006

Originariamente la gara si svolgeva sulla distanza delle 200 miglia (322 km). In seguito la formula della competizione si è evoluta nella forma attuale che vede 6 gare separate la cui durata varia tra i 4 e i 6 giri.
Le prove, dato che la competizione richiede la chiusura di tutte le strade interessate, vengono svolte nella notte del martedì e del giovedì precedenti la competizione. Questa si svolge poi il sabato pomeriggio.
Hanno preso parte a questa gara molti piloti di fama mondiale tra i quali Joey Dunlop che nella sua carriera ha vinto 13 gare. Tra il 1995 e il 2005 il pilota inglese Michael Rutter che ha collezionato 11 successi. Il record di vittorie su questo circuito appartiene a Alastair Seeley con 21 vittorie. Robert Dunlop ha perso la vita alla North West 200 durante le prove dell'edizione 2008, a causa di un'uscita di pista alla velocissima curva denominata Mather's Cross.

### Piloti con più vittorie
Fonte: (DE) Björn Reichert, Vincitori della North West 200, su motorrad-autogrammkarten.de (archiviato dall'url originale il 18 gennaio 2018).
| Vittorie | Pilota           | Pilota            | Pilota               |
| -------- | ---------------- | ----------------- | -------------------- |
| 29       | Alastair Seeley  |                   |                      |
| 15       | Robert Dunlop    |                   |                      |
| 14       | Michael Rutter   |                   |                      |
| 13       | Joey Dunlop      |                   |                      |
| 11       | Phillip McCallen |                   |                      |
| 10       | Bruce Anstey     |                   |                      |
| 9        | Tony Rutter      |                   |                      |
| 8        | Ian Lougher      | Steve Plater      |                      |
| 6        | Steve Cull       | John McGuinness   |                      |
| 5        | Ian Simpson      | Arthur Wheeler    | John Williams        |
| 5        | Mick Grant       | Woolsey Coulter   | Ryan Farquhar        |
| 5        | Tommy Robb       | Michael Dunlop    |                      |
| 4        | Bob McIntyre     | David Jefferies   | Jimmy Guthrie        |
| 4        | Ernie Nott       | Eddie Laycock     | William Dunlop       |
| 3        | Alan Shepherd    | Artie Bell        | Callum Ramsey        |
| 3        | Geoff Duke       | Charlie Williams  | Jim Moodie           |
| 3        | Eric Fernihough  | Ralph Bryans      | Ray McCullough       |
| 3        | Rod Gould        | Trevor Nation     | Tom Herron           |
| 3        | Sammy Miller     | Lee Johnston      | Ian Hutchison        |
| 2        | Alastair King    | Andy Watts        | Bob Anderson         |
| 2        | Carl Fogarty     | Charlie Manders   | John "Crasher" White |
| 2        | Derek Chatterton | Derek Ennett      | Donnie Robinson      |
| 2        | Fred Stevens     | Gary Cowan        | Graham Wood          |
| 2        | Ian Newton       | Jack Brett        | John Blanchard       |
| 2        | John Cooper      | Kevin Mitchell    | Peter Williams       |
| 2        | Phelim Owens     | Dick Creith       | Robert Holden        |
| 2        | Roger Marshall   | Steve Hislop      | Percy "Tim" Hunt     |
| 2        | Walter Rusk      | Jeremy McWilliams | Olie Linsdell        |
| 2        | Ivan Lintin      |                   |                      |